# デンマーク王子の行進曲
『デンマーク王子の行進曲』（デンマークおうじのこうしんきょく、英語: The Prince of Denmark's March）は、イギリスのジェレマイア・クラークが1700年以前に作曲した楽曲。別名を『トランペット・ヴォランタリー』（Trumpet Voluntary）といい、独奏トランペットを使った20世紀以降の編曲によって広く知られる。
とくに結婚式の音楽として使われることが多い。かつてはヘンリー・パーセルの作品と思われていた。
題名のデンマーク王子とは、イギリス女王アンの王配であるジョージ王子のことである。

## 概要
現存する最古の楽譜は1700年にロンドンで出版された『A Choice Collection of Ayres for the Harpsichord』という複数の作曲家によるハープシコード曲集で、その中に「クラーク氏作曲デンマーク王子の行進曲、ロンド」(The Prince of Denmark's March, by Mr. Clarke / Round O (= Rondeau))という題で収録されている。
上と同じころの筆写譜で、クラーク作曲のトランペット独奏と木管楽器合奏（オーボエ2、テナーオーボエ1、ファゴット1）による9曲からなる組曲のパート譜が残っており、その第4曲がロンド(Rondeau)と題して上と同じ曲になっている。あるいはこれが本来の編成かという。
曲の構成は単純で、8小節ずつ3つの部分に分かれ、A→B→A→C→Aの順に演奏される。

## 編曲と誤解
リーズのオルガニストであったウィリアム・スパーク (William Spark) は1870年代に『オルガン小曲集』(Short Pieces for the Organ)を出版し、その第7巻の冒頭にこの曲を「パーセル作曲トランペット・ヴォランタリー ニ長調」(Trumpet Voluntary in D major, Henry Purcell)の題で収録した。スパークが見た楽譜がどのようなものであったかは明らかでない。
1897年にスパークが没した頃、彼の曲集を入手した指揮者ヘンリー・ウッドは、この曲の持つ可能性に注目し、何種類かの管弦楽用の編曲を行った。この編曲は『パーセル＝ウッドのトランペット・ヴォランタリー』としてプロムナード・コンサートの曲目として親しまれ、後にラジオやレコードによって世界的に知られるようになった。
1939年ごろになって上記の1700年の楽譜が発見され、パーセルではなくクラークの曲であることが判明した。
ウッドの編曲にはトランペット、オルガン、打楽器によるもの、トランペットと管弦楽によるものなどがある。
本来の曲の速さはウッド版よりもずっと速かった。当時のナチュラルトランペットで演奏するには第11倍音と第13倍音を使う必要があるが、当時の速さで演奏すれば音程はそれほど問題にならなかったと考えられる。

## 使用
ジョン・ゲイは『ベガーズ・オペラ』の続編にあたる『ポリー』の終曲として、この曲に歌詞をあてて使用している。
20世紀の無数の結婚式でこの曲が演奏された。
ビートルズの『イエロー・サブマリン』に収録された「イッツ・オール・トゥ・マッチ」の途中にこの曲が出てくる。チャンバワンバ「タブサンピング」の終わりの方でも登場する。いずれもトランペットによる。
また、日本でもプロ野球・近鉄バファローズ（当時）の村上崇幸の応援歌に本曲の替え歌が使用されていた。